# Nuri Şahin
Nuri Şahin (Lüdenscheid, 5 september 1988) is een Duits-Turks voormalig voetballer en voormalig voetbaltrainer van Borussia Dortmund.
Hij speelde doorgaans op het middenveld. Şahin was van 2005 tot en met 2017 international in het Turks voetbalelftal, waarvoor hij 52 interlands speelde en twee keer scoorde. 

## Carrière

### Voetballer
Şahin begon op zesjarige leeftijd in de jeugd van amateurvoetbalclub RSV Meinerzhagen. Na zeven seizoenen werd hij opgepikt door de professionele voetbalclub Borussia Dortmund.

#### Borussia Dortmund
Şahin debuteerde op 6 augustus 2005 onder Bert van Marwijk in de Bundesliga, waarin hij met 16 jaar en 335 dagen de jongste debutant ooit was. Later werd dit record verbroken door Youssoufa Moukoko. Enkele maanden later, op 26 november 2005, werd Şahin de jongste speler die in de Bundesliga doel trof toen hij scoorde tegen Nürnberg. Ook dit record werd later verbroken, ditmaal door Florian Wirtz van Bayer Leverkusen.

#### Feyenoord
Op 5 juli 2007 werd bekend dat Borussia Dortmund Şahin voor een jaar zou verhuren aan het Nederlandse Feyenoord, waar voormalig Dortmund-trainer Van Marwijk de hoofdtrainer was. Er was geen optie tot koop opgenomen in de overeenkomst. Şahin groeide snel uit tot een veel gebruikte speler van de Rotterdammers en kwam uiteindelijk tot 34 wedstrijden in alle competities, waarin hij 6 keer wist te scoren. Feyenoord won dat seizoen de KNVB Beker. In die finale, die eindigde in 2-0 tegen Roda JC, begon Şahin in de basis op het middenveld met doelpuntenmaker Denny Landzaat en aanvoerder Giovanni van Bronckhorst.

#### Terug bij Dortmund
Şahin keerde vervolgens terug bij Dortmund. Dat seizoen groeide hij uit tot een basisspeler, waarna hij in het seizoen 2009/10 een nog grotere rol van betekenis speelde. Zo startte hij in 33 van de 34 Bundesliga-wedstrijden dat seizoen. Na een sterk seizoen, 2010/11, werd Şahin kampioen van Duitsland en verkozen tot Speler van het Seizoen.

#### Real Madrid
Na weken van speculatie werd bekend dat Şahin de ploeg van Jürgen Klopp zou verruilen voor het Koninklijke wit van Real Madrid, waar hij een 6-jarig contract ondertekende. Op 6 november 2011 maakte Şahin na aanhoudend blessureleed zijn debuut in de wedstrijd tegen Osasuna, die met 7-1 werd gewonnen.

#### Liverpool
Zijn eerste seizoen bij de Madrilenen werd geen succes, waardoor Real Madrid besloot hem uit te lenen aan het Engelse Liverpool. Met rugnummer 4 maakte Şahin op 2 september 2012 zijn debuut in de 2-0 thuisoverwinning tegen het Arsenal van Arsène Wenger. In zijn vijf maanden bij The Reds kwam hij tot drie doelpunten en drie assists in twaalf wedstrijden. Na die maanden werd de verhuurperiode vroegtijdig afgebroken.

#### Wederom naar Dortmund
Op 14 januari 2013 verruilde hij Liverpool voor een terugkeer bij Borussia Dortmund, wederom op huurbasis van Real Madrid. In juli van dat jaar wist Dortmund Bayern München te verslaan in de strijd om de Duitse supercup. Bijna een jaar later maakte Dortmund zijn overstap definitief door de clausule van ongeveer 7 miljoen euro te activeren.
In aanloop naar het seizoen 2014/15 werd Şahin, zoals vaker in zijn carrière, geteisterd door blessureleed. Na een operatie in het najaar van 2014 keerde hij op 12 november 2014 terug op het trainingsveld. In maart 2015 liep hij echter weer een nieuwe blessure op die hem ruim een half jaar aan de zijlijn zou houden.
Bijna een jaar na zijn laatste wedstrijd maakte Şahin op 18 februari 2016 zijn rentree in de Europa League-wedstrijd tegen Porto. Nadat İlkay Gündoğan naar Manchester City was vertrokken kreeg Şahin zijn voormalig rugnummer 8 terug. In april 2017 verlengde hij zijn contract bij Die Borussen tot medio 2019.

#### Werder Bremen
Op de laatste dag van de zomerse transferperiode in 2018 maakte Şahin de overstap naar Werder Bremen. In zijn debuutseizoen voor Bremen kwam hij tot 23 wedstrijden. Het daaropvolgende seizoen begon hij als basisspeler, maar verloor hij uiteindelijk zijn plaats aan Davy Klaassen en Maximilian Eggestein. Na seizoen waarin hij tot zeventien wedstrijden kwam, waarin hij vier assists afleverde, liep Şahin een heupblessure op. Hierdoor stond hij wederom lange tijd aan de zijlijn.

#### Antalyaspor
In augustus 2020 maakte Şahin de overstap naar het Turkse Antalyaspor. Hij maakte op 13 september 2020 zijn debuut voor de club tegen Gençlerbirliği. Dat seizoen kwam hij tot 42 wedstrijden en behaalde hij een zevende eindklassering met de club. Nadat Ersun Yanal was ontslagen door Gençlerbirliği werd Şahin op 5 oktober 2021 aangesteld als speler-trainer. Enkele weken later, op 16 oktober 2021, maakte hij echter bekend te stoppen als voetballer en zich zou toeleggen op zijn taken als hoofdtrainer.

### Interlandcarrière
Şahin won de bronzen bal op het WK 2005 onder 17, waarop Turkije vierde werd. Op 8 oktober 2005 debuteerde hij tegen Duitsland in het Turkse nationale team. Hij viel in de 85e minuut in en maakte vier minuten later zijn eerste doelpunt voor het nationale elftal van Turkije. Met Turkije nam Şahin in juni 2016 deel aan het Europees kampioenschap voetbal 2016 in Frankrijk. Na nederlagen tegen Spanje (0–3) en Kroatië (0–1) en een overwinning op Tsjechië (2–0) was Turkije uitgeschakeld in de groepsfase.
| Interlands van Nuri Şahin voor Turkije | Interlands van Nuri Şahin voor Turkije | Interlands van Nuri Şahin voor Turkije | Interlands van Nuri Şahin voor Turkije | Interlands van Nuri Şahin voor Turkije | Interlands van Nuri Şahin voor Turkije | Interlands van Nuri Şahin voor Turkije |
| №                                      | Datum                                  | Wedstrijd                              | Uitslag                                | Soort wedstrijd                        | Doelpunten                             |                                        |
| Als speler bij Borussia Dortmund       | Als speler bij Borussia Dortmund       | Als speler bij Borussia Dortmund       | Als speler bij Borussia Dortmund       | Als speler bij Borussia Dortmund       | Als speler bij Borussia Dortmund       | Als speler bij Borussia Dortmund       |
| -------------------------------------- | -------------------------------------- | -------------------------------------- | -------------------------------------- | -------------------------------------- | -------------------------------------- | -------------------------------------- |
| 1.                                     | 8 oktober 2005                         | Turkije – Duitsland                    | 2 – 1                                  | Vriendschappelijk                      | 88'                                    |                                        |
| 2.                                     | 1 maart 2006                           | Turkije – Tsjechië                     | 2 – 2                                  | Vriendschappelijk                      |                                        |                                        |
| 3.                                     | 24 mei 2006                            | België – Turkije                       | 3 – 3                                  | Vriendschappelijk                      |                                        |                                        |
| 4.                                     | 26 mei 2006                            | Ghana – Turkije                        | 1 – 1                                  | Vriendschappelijk                      |                                        |                                        |
| 5.                                     | 28 mei 2006                            | Turkije – Estland                      | 1 – 1                                  | Vriendschappelijk                      |                                        |                                        |
| 6.                                     | 31 mei 2006                            | Saoedi-Arabië – Turkije                | 0 – 1                                  | Vriendschappelijk                      |                                        |                                        |
| 7.                                     | 2 juni 2006                            | Angola – Turkije                       | 2 – 3                                  | Vriendschappelijk                      |                                        |                                        |
| 8.                                     | 4 juni 2006                            | Macedonië – Turkije                    | 1 – 0                                  | Vriendschappelijk                      |                                        |                                        |
| 9.                                     | 6 september 2006                       | Turkije – Malta                        | 2 – 0                                  | Kwalificatie EK 2008                   |                                        |                                        |
| 10.                                    | 15 november 2006                       | Italië – Turkije                       | 1 – 1                                  | Vriendschappelijk                      |                                        |                                        |
| 11.                                    | 5 juni 2007                            | Brazilië – Turkije                     | 0 – 0                                  | Vriendschappelijk                      |                                        |                                        |
| 12.                                    | 20 augustus 2008                       | Turkije – Chili                        | 1 – 0                                  | Vriendschappelijk                      |                                        |                                        |
| 13.                                    | 11 oktober 2008                        | Turkije – Bosnië en Herzegovina        | 2 – 1                                  | Kwalificatie WK 2010                   |                                        |                                        |
| 14.                                    | 15 oktober 2008                        | Estland – Turkije                      | 0 – 0                                  | Kwalificatie WK 2010                   |                                        |                                        |
| 15.                                    | 19 november 2008                       | Oostenrijk – Turkije                   | 2 – 4                                  | Vriendschappelijk                      |                                        |                                        |
| 16.                                    | 1 april 2009                           | Turkije – Spanje                       | 1 – 2                                  | Kwalificatie WK 2010                   |                                        |                                        |
| 17.                                    | 2 juni 2009                            | Turkije – Azerbeidzjan                 | 2 – 0                                  | Vriendschappelijk                      |                                        |                                        |
| 18.                                    | 5 juni 2009                            | Frankrijk – Turkije                    | 1 – 0                                  | Vriendschappelijk                      |                                        |                                        |
| 19.                                    | 12 augustus 2009                       | Oekraïne – Turkije                     | 0 – 3                                  | Vriendschappelijk                      |                                        |                                        |
| 20.                                    | 10 oktober 2009                        | België – Turkije                       | 2 – 0                                  | Kwalificatie WK 2010                   |                                        |                                        |
| 21.                                    | 3 maart 2010                           | Turkije – Honduras                     | 2 – 0                                  | Vriendschappelijk                      |                                        |                                        |
| 22.                                    | 26 mei 2010                            | Noord-Ierland – Turkije                | 0 – 2                                  | Vriendschappelijk                      |                                        |                                        |
| 23.                                    | 11 augustus 2010                       | Turkije – Roemenië                     | 2 – 0                                  | Vriendschappelijk                      |                                        |                                        |
| 24.                                    | 8 oktober 2010                         | Duitsland – Turkije                    | 3 – 0                                  | Kwalificatie EK 2012                   |                                        |                                        |
| 25.                                    | 17 november 2010                       | Nederland – Turkije                    | 1 – 0                                  | Vriendschappelijk                      |                                        |                                        |
| 26.                                    | 29 maart 2011                          | Turkije – Oostenrijk                   | 2 – 0                                  | Kwalificatie EK 2012                   |                                        |                                        |
| Als speler bij Real Madrid             |                                        |                                        |                                        |                                        |                                        |                                        |
| 27.                                    | 29 februari 2012                       | Turkije – Slowakije                    | 1 – 2                                  | Vriendschappelijk                      |                                        |                                        |
| 28.                                    | 24 mei 2012                            | Georgië – Turkije                      | 1 – 3                                  | Vriendschappelijk                      | 40'                                    |                                        |
| 29.                                    | 29 mei 2012                            | Bulgarije – Turkije                    | 0 – 2                                  | Vriendschappelijk                      |                                        |                                        |
| 30.                                    | 2 juni 2012                            | Portugal – Turkije                     | 1 – 3                                  | Vriendschappelijk                      |                                        |                                        |
| 31.                                    | 5 juni 2012                            | Turkije – Oekraïne                     | 2 – 0                                  | Vriendschappelijk                      |                                        |                                        |
| 32.                                    | 15 augustus 2012                       | Oostenrijk – Turkije                   | 2 – 0                                  | Vriendschappelijk                      |                                        |                                        |
| Als speler bij Liverpool               |                                        |                                        |                                        |                                        |                                        |                                        |
| 33.                                    | 7 september 2012                       | Nederland – Turkije                    | 2 – 0                                  | Kwalificatie WK 2014                   |                                        |                                        |
| 34.                                    | 11 september 2012                      | Turkije – Estland                      | 3 – 0                                  | Kwalificatie WK 2014                   |                                        |                                        |
| 35.                                    | 12 oktober 2012                        | Turkije – Roemenië                     | 0 – 1                                  | Kwalificatie WK 2014                   |                                        |                                        |
| 36.                                    | 16 oktober 2012                        | Hongarije – Turkije                    | 3 – 1                                  | Kwalificatie WK 2014                   |                                        |                                        |
| 37.                                    | 14 november 2012                       | Turkije – Denemarken                   | 1 – 1                                  | Vriendschappelijk                      |                                        |                                        |
| Als speler bij Borussia Dortmund       |                                        |                                        |                                        |                                        |                                        |                                        |
| 38.                                    | 6 februari 2013                        | Turkije – Tsjechië                     | 0 – 2                                  | Vriendschappelijk                      |                                        |                                        |
| 39.                                    | 22 maart 2013                          | Andorra – Turkije                      | 0 – 2                                  | Kwalificatie WK 2014                   |                                        |                                        |
| 40.                                    | 26 maart 2013                          | Turkije – Hongarije                    | 1 – 1                                  | Kwalificatie WK 2014                   |                                        |                                        |
| 41.                                    | 28 mei 2013                            | Letland – Turkije                      | 3 – 3                                  | Vriendschappelijk                      |                                        |                                        |
| 42.                                    | 14 augustus 2013                       | Turkije – Ghana                        | 2 – 2                                  | Vriendschappelijk                      |                                        |                                        |
| 43.                                    | 6 september 2013                       | Turkije – Andorra                      | 5 – 0                                  | Kwalificatie WK 2014                   |                                        |                                        |
| 44.                                    | 5 maart 2014                           | Turkije – Zweden                       | 2 – 1                                  | Vriendschappelijk                      |                                        |                                        |
| 45.                                    | 25 mei 2014                            | Ierland – Turkije                      | 1 – 2                                  | Vriendschappelijk                      |                                        |                                        |
| 46.                                    | 1 juni 2014                            | Verenigde Staten – Turkije             | 2 – 1                                  | Vriendschappelijk                      |                                        |                                        |
| 47.                                    | 29 maart 2016                          | Oostenrijk – Turkije                   | 1 – 2                                  | Vriendschappelijk                      |                                        |                                        |
| 48.                                    | 29 mei 2016                            | Turkije – Montenegro                   | 1 – 0                                  | Vriendschappelijk                      |                                        |                                        |
| 49.                                    | 5 juni 2016                            | Slovenië – Turkije                     | 0 – 1                                  | Vriendschappelijk                      |                                        |                                        |
| 50.                                    | 17 juni 2016                           | Spanje – Turkije                       | 3 – 0                                  | EK 2016                                |                                        |                                        |
| Totaal:                                | Totaal:                                | Totaal:                                | Totaal:                                | Totaal:                                | 2                                      |                                        |

Bijgewerkt t/m 17 juni 2016.

### Voetbaltrainer

#### Antalyaspor
Nadat Şahin al wat ervaring had opgedaan bij zijn jeugdclub RSV Meinerzhagen, ging hij zes jaar later dus aan de slag als hoofdtrainer van Antalyaspor. In zijn eerste maanden wist hij de ploeg weg van de degradatiezorgen te begeleiden en te eindigen als zevende in de Süper Lig. In Şahins eerste volledige seizoen als hoofdtrainer, bijgestaan door assistent-trainer Alfons Groenendijk, eindigde de club op de dertiende plaats. Halverwege het seizoen 2023/24, toen de ploeg op de achtste plaats stond, besloot Şahin de overstap te maken naar Borussia Dortmund.

#### Borussia Dortmund
Şahin en voormalig ploeggenoot Sven Bender werden op 29 december 2023 toegevoegd aan de staf van Edin Terzić. Hij tekende hier een contract als assistent-trainer tot medio 2025. Terzić stond onder druk om de prestaties te verbeteren. Door het toevoegen van nieuwe assistenten hoopte Dortmund het team van een nieuwe impuls te voorzien. Uiteindelijk eindigde Die Schwarzgelben als vijfde in de competitie. Door de Europese resultaten van Duitse clubs gaf deze positie ditmaal recht op Champions League-voetbal. In dat toernooi bereikte Dortmund dat jaar de finale tegen Real Madrid, nadat het PSV, Atlético Madrid en Paris Saint-Germain had uitgeschakeld in de knock-outfase. De finale werd met 2-0 verloren van de Madrilenen. Op 13 juni 2024 werd bekend dat Terzić zijn contract had ingeleverd. Een dag later tekende Şahin een driejarig contract als hoofdtrainer van Dortmund.

## Statistieken

### Voetballer

#### Beloften
| Seizoen | Club                 | Competitie        | Competitie | Competitie |
| Seizoen | Club                 | Competitie        | Wed.       | Dlp.       |
| ------- | -------------------- | ----------------- | ---------- | ---------- |
| 2005/06 | Borussia Dortmund II | Regionalliga Nord | 4          | 0          |
| 2008/09 | Borussia Dortmund II | Regionalliga West | 1          | 1          |
| Totaal  | Totaal               | Totaal            | 5          | 1          |

Bijgewerkt t/m 23 augustus 2008.

#### Senioren
| Seizoen         | Club                | Competitie       | Competitie | Competitie | Beker | Beker | Internationaal | Internationaal | Overig | Overig | Totaal | Totaal |
| Seizoen         | Club                | Competitie       | Wed.       | Dlp.       | Wed.  | Dlp.  | Wed.           | Dlp.           | Wed.   | Dlp.   | Wed.   | Dlp.   |
| --------------- | ------------------- | ---------------- | ---------- | ---------- | ----- | ----- | -------------- | -------------- | ------ | ------ | ------ | ------ |
| 2005/06         | Borussia Dortmund   | Bundesliga       | 23         | 1          | 0     | 0     | 1              | 0              | –      | –      | 24     | 1      |
| 2006/07         | Borussia Dortmund   | Bundesliga       | 24         | 0          | 1     | 0     | –              | –              | –      | –      | 25     | 0      |
| 2007/08         | → Feyenoord         | Eredivisie       | 29         | 6          | 5     | 0     | 0              | 0              | –      | –      | 34     | 6      |
| 2008/09         | Borussia Dortmund   | Bundesliga       | 25         | 2          | 2     | 0     | 1              | 0              | –      | –      | 28     | 2      |
| 2009/10         | Borussia Dortmund   | Bundesliga       | 33         | 4          | 3     | 2     | –              | –              | –      | –      | 36     | 6      |
| 2010/11         | Borussia Dortmund   | Bundesliga       | 30         | 6          | 2     | 0     | 8              | 2              | –      | –      | 40     | 8      |
| 2011/12         | Real Madrid         | Primera División | 4          | 0          | 2     | 1     | 4              | 0              | –      | –      | 10     | 1      |
| 2012/13         | → Liverpool         | Premier League   | 7          | 1          | 1     | 2     | 4              | 0              | –      | –      | 12     | 3      |
| 2012/13         | → Borussia Dortmund | Bundesliga       | 15         | 3          | 0     | 0     | 3              | 0              | –      | –      | 18     | 3      |
| 2013/14         | → Borussia Dortmund | Bundesliga       | 34         | 2          | 4     | 0     | 9              | 0              | 1      | 0      | 48     | 2      |
| 2014/15         | Borussia Dortmund   | Bundesliga       | 7          | 1          | 0     | 0     | 2              | 0              | –      | –      | 9      | 1      |
| 2015/16         | Borussia Dortmund   | Bundesliga       | 9          | 0          | 0     | 0     | 3              | 0              | –      | –      | 12     | 0      |
| 2016/17         | Borussia Dortmund   | Bundesliga       | 5          | 0          | 1     | 0     | 3              | 1              | –      | –      | 9      | 1      |
| 2017/18         | Borussia Dortmund   | Bundesliga       | 16         | 2          | 2     | 0     | 4              | 0              | 1      | 0      | 23     | 2      |
| 2018/19         | Werder Bremen       | Bundesliga       | 20         | 1          | 3     | 0     | –              | –              | –      | –      | 23     | 1      |
| 2019/20         | Werder Bremen       | Bundesliga       | 16         | 0          | 1     | 0     | –              | –              | –      | –      | 17     | 0      |
| 2020/21         | Antalyaspor         | Süper Lig        | 8          | 0          | 0     | 0     | –              | –              | –      | –      | 8      | 0      |
| Carrière totaal | Carrière totaal     | Carrière totaal  | 305        | 29         | 27    | 5     | 42             | 3              | 2      | 0      | 376    | 37     |

Bijgewerkt t/m 7 november 2020.

## Erelijst
| Competitie                         | Winnaar (1ste) | Winnaar (1ste) | Finalist (2de) | Finalist (2de)   | Derde  | Derde |
| Competitie                         | Aantal         | Jaren          | Aantal         | Jaren            | Aantal | Jaren |
| ---------------------------------- | -------------- | -------------- | -------------- | ---------------- | ------ | ----- |
| Feyenoord                          |                |                |                |                  |        |       |
| KNVB beker                         | 1×             | 2007/08        |                |                  |        |       |
| Borussia Dortmund                  |                |                |                |                  |        |       |
| Continentaal                       |                |                |                |                  |        |       |
| UEFA Champions League              |                |                | 1×             | 2012/13          |        |       |
| Nationaal                          |                |                |                |                  |        |       |
| DFL-Supercup                       | 1×             | 2013           | 1×             | 2017             |        |       |
| Bundesliga                         | 1×             | 2010/11        |                |                  |        |       |
| DFB-Pokal                          |                |                | 2×             | 2013/14, 2015/16 |        |       |
| Real Madrid                        |                |                |                |                  |        |       |
| Primera División                   | 1×             | 2011/12        |                |                  |        |       |
| Turkije –17                        |                |                |                |                  |        |       |
| Europees kampioenschap voetbal –17 | 1×             | 2005           |                |                  |        |       |

## Privé
Şahin groeide op in Meinerzhagen als zoon van Turkse-gastarbeiders. Sinds november 2007 is hij getrouwd met zijn nicht Tuğba die in september 2011 in Madrid beviel van hun zoon Ömer. In 2018 volgde hij een cursus van Anita Elberse aan de Harvard Business School.